# Coupe de l'Outre-Mer 2010
Navigation
Édition précédente Édition suivante
La Coupe de l'Outre-Mer 2010 est la seconde édition de la Coupe de l'Outre-Mer de football, une compétition de football française créée par la Fédération française de football (FFF) et la Ligue du Football Amateur (LFA) qui oppose les sélections  des différentes ligues de l'Outre-Mer. Cette compétition s'est déroulée en Île-de-France du 22 septembre au 2 octobre 2010.
La Martinique devient le second Champion ultramarin de football en prenant sa revanche face à la Réunion, le vainqueur de 2008. La Guadeloupe termine troisième malgré deux défaites face aux équipes de Nouvelle-Calédonie et de Polynésie pourtant réputées plus faibles. Elle s'impose pourtant 2-0 face aux grands rivaux martiniquais sans pour autant les empêcher de jouer la finale.
Le Martinique rencontrera le vainqueur de la Coupe des Régions (hexagonales) de football 2010, la Ligue de Normandie, pour obtenir le titre de meilleur ligue française de football de l'année.
Pendant la compétition, un village Outre-Mer était installé du 21 au 25 septembre à la station RER Auber, avec la présence de tous les offices de tourisme des territoires et départements participants, des animations football, des jeux et le suivi de la compétition, organisé par la FFF en partenariat avec le Ministère de l'Outre-Mer.

## Règlement
Dans le cadre de cette compétition, il ne peut y avoir de match nul. Ainsi, si à la fin du temps réglementaire, les deux équipes sont encore à égalité, il n'y a pas de prolongation mais une séance de tirs au but pour désigner le vainqueur du match.
Lors de la phase de poule, les points pour le classement sont attribués de la sorte :
- victoire avant la fin du temps réglementaire : 4 pts
- victoire aux tirs au but : 2 pts
- défaite aux tirs au but : 1 pts
- défaite avant la fin du temps réglementaire : 0 pts

Les vainqueurs de chaque poule s'affrontent en finale pour le gain du trophée.
Les deuxièmes de chaque poule s'affrontent dans le match pour la troisième place.
Il n'y a pas cette année de match pour la 5e place.

## Stades et villes d’accueil
| Stade                              | Ville              | Département       |
| ---------------------------------- | ------------------ | ----------------- |
| Parc des Sports Louis Boury        | Gennevilliers      | Hauts-de-Seine    |
| Parc des sports des Maisons Rouges | Bry-sur-Marne      | Val-de-Marne      |
| Stade Bauer                        | Saint-Ouen         | Seine-Saint-Denis |
| Stade Dominique-Duvauchelle        | Créteil            | Val-de-Marne      |
| Stade Georges Pompidou             | Villemomble        | Seine-Saint-Denis |
| Stade Henri Longuet                | Viry-Chatillon     | Essonne           |
| Stade Jean Rolland                 | Franconville       | Val-d'Oise        |
| Stade Louison Bobet                | Le Plessis-Trévise | Val-de-Marne      |
| Stade Langrenay                    | Longjumeau         | Essonne           |
| Stade Michel-Hidalgo               | Saint-Gratien      | Val-d'Oise        |

## Participants
Les 8 Ligues Outre-Mer de la Fédération française de football :
- Guadeloupe
- Guyane
- Martinique
- Mayotte
- Nouvelle-Calédonie
- La Réunion
- Saint-Pierre-et-Miquelon
- Tahiti

### Absences
- Saint-Barthélémy
- Saint-Martin
- Wallis-et-Futuna

## Résultats

### Groupe A
| Rang | Équipe                   | Pts | J | G | Gt | Pt | P | Bp | Bc | Diff |
| ---- | ------------------------ | --- | - | - | -- | -- | - | -- | -- | ---- |
| 1    | La Réunion T             | 12  | 3 | 3 | 0  | 0  | 0 | 14 | 1  | +13  |
| 2    | Mayotte                  | 6   | 3 | 1 | 1  | 0  | 1 | 13 | 4  | +9   |
| 3    | Guyane                   | 5   | 3 | 1 | 0  | 1  | 1 | 9  | 3  | +6   |
| 4    | Saint-Pierre-et-Miquelon | 0   | 3 | 0 | 0  | 0  | 3 | 0  | 28 | -28  |

|  | Match pour la première place  |
|  | Match pour la troisième place |
|  | Équipes éliminées             |

| 22 septembre 2010 | La Réunion | 11 - 0 | Saint-Pierre-et-Miquelon | Stade Michel-Hidalgo, Saint-Gratien |                           |
| 18h30             | Fontaine 24e · Gastrin 31e · N'Gongue 56e · Farro 59e 88e · Mounoussamy 60e · Visnelda 75e 87e 90e · Basquaise 66e 76e |        |                          | Arbitrage : Harry Douglas           | Arbitrage : Harry Douglas |
| 18h30             | (Rapport) |        |                          | Arbitrage : Harry Douglas           | Arbitrage : Harry Douglas |

| 22 septembre 2010 | Guyane            | 2 - 2 | Mayotte                 | Stade Michel-Hidalgo, Saint-Gratien |                           |
| 21h               | Tuinfort 47e 85e  |       | Filomar 25e · Ramia 33e | Arbitrage : Bruno Fouquet           | Arbitrage : Bruno Fouquet |
| 21h               | (Rapport)         |       |                         | Arbitrage : Bruno Fouquet           | Arbitrage : Bruno Fouquet |
| 21h               | Tirs au but 2 – 4 |       |                         | Arbitrage : Bruno Fouquet           | Arbitrage : Bruno Fouquet |

| 25 septembre 2010 | Mayotte   | 1 - 2 | La Réunion                | Parc des Sports Louis Boury, Gennevilliers |                        |
| 15h               | Bamana 5e |       | 48e Elcaman · 54e Boulard | Arbitrage : Guy Prevot                     | Arbitrage : Guy Prevot |
| 15h               | (Rapport) |       |                           | Arbitrage : Guy Prevot                     | Arbitrage : Guy Prevot |

| 25 septembre 2010 | Guyane                                                        | 7 - 0 | Saint-Pierre-et-Miquelon | Parc des Sports Louis Boury, Gennevilliers |                          |
| 17h30             | Yenoumou 10e 57e · Evens 25e · Nalie 27e 90e · Habran 67e 83e |       |                          | Arbitrage : David Hoarau                   | Arbitrage : David Hoarau |
| 17h30             | (Rapport)                                                     |       |                          | Arbitrage : David Hoarau                   | Arbitrage : David Hoarau |

| 28 septembre 2010 | Guyane    | 0 - 1 | La Réunion | Stade Georges Pompidou, Villemomble |                           |
| 20h               |           |       | Gastrin 5e | Arbitrage : Harry Douglas           | Arbitrage : Harry Douglas |
| 20h               | (Rapport) |       |            | Arbitrage : Harry Douglas           | Arbitrage : Harry Douglas |

| 28 septembre 2010 | Mayotte                                                                          | 10 - 0 | Saint-Pierre-et-Miquelon | Stade Jean Rolland, Franconville |                               |
| 20h               | N'Daka 14e 47e 72e 84e · Antoissi 25e 59e 81e · Youssouf 40e 44e · Bourahime 67e |        |                          | Arbitrage : Stéphane Tetauira    | Arbitrage : Stéphane Tetauira |
| 20h               | (Rapport)                                                                        |        |                          | Arbitrage : Stéphane Tetauira    | Arbitrage : Stéphane Tetauira |

### Groupe B
| Rang | Équipe             | Pts | J | G | Gt | Pt | P | Bp | Bc | Diff |
| ---- | ------------------ | --- | - | - | -- | -- | - | -- | -- | ---- |
| 1    | Martinique         | 8   | 3 | 2 | 0  | 0  | 1 | 8  | 3  | +5   |
| 2    | Guadeloupe         | 6   | 3 | 1 | 0  | 2  | 0 | 4  | 2  | +2   |
| 3    | Tahiti             | 4   | 3 | 0 | 2  | 0  | 1 | 3  | 6  | -3   |
| 4    | Nouvelle-Calédonie | 3   | 3 | 0 | 1  | 1  | 1 | 2  | 6  | -4   |

|  | Match pour la première place  |
|  | Match pour la troisième place |
|  | Équipes éliminées             |

| 23 septembre 2010 | Martinique                                 | 4 - 1 | Tahiti          | Parc des sports des Maisons Rouges, Bry sur Marne |                             |
| 18h30             | Audel 44e · Percin 48e 82e · Parsemain 60e |       | 27e Li Fung Kee | Arbitrage : Stéphane Panont                       | Arbitrage : Stéphane Panont |
| 18h30             | (Rapport)                                  |       |                 | Arbitrage : Stéphane Panont                       | Arbitrage : Stéphane Panont |

| 23 septembre 2010 | Guadeloupe        | 1 - 1 | Nouvelle-Calédonie | Parc des sports des Maisons Rouges, Bry sur Marne |                        |
| 21h               | Lambourde 74e     |       | 68e Hmaé           | Arbitrage : Guy Prevot                            | Arbitrage : Guy Prevot |
| 21h               | (Rapport)         |       |                    | Arbitrage : Guy Prevot                            | Arbitrage : Guy Prevot |
| 21h               | Tirs au but 5 – 6 |       |                    | Arbitrage : Guy Prevot                            | Arbitrage : Guy Prevot |

| 26 septembre 2010 | Nouvelle-Calédonie | 0 - 4 | Martinique                                  | Stade Henri-Longuet, Viry-Châtillon |                               |
| 15h               |                    |       | 41e 90+2e Percin · 51e Gustan · 57e Vitulin | Arbitrage : Stéphane Tetauira       | Arbitrage : Stéphane Tetauira |
| 15h               | (Rapport)          |       |                                             | Arbitrage : Stéphane Tetauira       | Arbitrage : Stéphane Tetauira |

| 26 septembre 2010 | Guadeloupe        | 1 - 1 | Tahiti    | Stade Henri-Longuet, Viry-Châtillon, Essonne |                           |
|                   | Gotin 67e         |       | 57e Tehau | Arbitrage : Bruno Fouquet                    | Arbitrage : Bruno Fouquet |
|                   | (Rapport)         |       |           | Arbitrage : Bruno Fouquet                    | Arbitrage : Bruno Fouquet |
|                   | Tirs au but 2 – 4 |       |           | Arbitrage : Bruno Fouquet                    | Arbitrage : Bruno Fouquet |

| 29 septembre 2010 | Guadeloupe                  | 2 - 0 | Martinique | Stade Louison Bobet, Le Plessis-Trévise |                          |
| 20h               | Lambourde 20e · Mocka 90+3e |       |            | Arbitrage : David Hoarau                | Arbitrage : David Hoarau |
| 20h               | (Rapport)                   |       |            | Arbitrage : David Hoarau                | Arbitrage : David Hoarau |

| 29 septembre 2010 | Nouvelle-Calédonie | 1 - 1 | Tahiti          | Stade Langrenay, Longjumeau |                           |
| 20h               | Watrone 6e         |       | 30e A. Williams | Arbitrage : Bruno Fouquet   | Arbitrage : Bruno Fouquet |
| 20h               | (Rapport)          |       |                 | Arbitrage : Bruno Fouquet   | Arbitrage : Bruno Fouquet |
| 20h               | Tirs au but 3 - 5  |       |                 | Arbitrage : Bruno Fouquet   | Arbitrage : Bruno Fouquet |

### Match pour la3eplace
| 1er octobre 2010 | Mayotte   | 0 - 4 | Guadeloupe                    | Stade Bauer, Saint-Ouen |
|                  |           |       | 11e 24e 47e Gotin · 25e Gomez |                         |
|                  | (Rapport) |       |                               |                         |

### Finale
| 2 octobre 2010 | La Réunion        | 0 - 0 | Martinique | Stade Dominique-Duvauchelle, Créteil |  |
|                |                   |       |            |                                      |  |
|                | (Rapport)         |       |            |                                      |  |
|                | Tirs au but 3 - 5 |       |            |                                      |  |

| Champion de l'Outre-Mer de football 2010 |
| ---------------------------------------- |
| Martinique                               |

## Classement des buteurs
57 buts en 14 matchs soit 4.07 buts de moyenne par match
- 4 buts
- Guadeloupe Ludovic Gotin
- Martinique Patrick Percin
- Mayotte El-Habib N'Daka
- 3 buts
- Mayotte Lihariti Antoissi
- La Réunion Willy Visnelda
- 2 buts
- Guyane Marc-Frederic Habran
- Guyane Orpheo Nalie
- Guyane Anthony Tuinfort
- Guyane Quency Yenoumou
- Guadeloupe Jean-Luc Lambourde
- Mayotte Ibrahim-Ithzak Youssouf
- La Réunion Jérémy Basquaise
- La Réunion Eric Farro
- La Réunion Olivier Gastrin
- 1 but

| - Guyane Rhudy Evens - Guadeloupe Minnji Gomez - Guadeloupe Dominique Mocka - Martinique Rodrigue Audel - Martinique Steeve Gustan - Martinique Kévin Parsemain - Martinique Karl Vitulin - Mayotte Moussa Bamana - Mayotte Daroueche Bourahime - Mayotte Sébastien Filomar - Mayotte Mansour Ramia | - Nouvelle-Calédonie Michel Hmaé - Nouvelle-Calédonie Francis Waltrone - Tahiti Raimana Li Fung Kee - Tahiti Lorenzo Tehau - Tahiti Axel Williams - La Réunion Johan Boulard - La Réunion John Elcaman - La Réunion Jean-Michel Fontaine - La Réunion Pascal N'Gongue - La Réunion William Mounoussamy |